# Masuccio Salernitano
Masuccio Salernitano (auch Tommaso Guardati von Salerno; * um 1410 in Salerno; † nach 1475 ebenda) war ein italienischer Schriftsteller.

## Leben
Masuccio Salernitano lebte in der zweiten Hälfte des 15. Jahrhunderts am aragonesischen Fürstenhof zu Neapel und ist berühmt als Verfasser des Novellino (Neapel 1476, Mailand 1483, Venedig 1484 u. 1492), einer Sammlung von 50 Novellen, die, ein Seitenstück von Giovanni Boccaccios „Decamerone“, lebenswahre, oft verwegene Sittengemälde aus der damaligen Gesellschaft enthalten und daher dem Forscher für italienische Kunst, Sitte und Lokalgeschichte des 14. und 15. Jahrhunderts eine unschätzbare Quelle darbieten. Es ist Hippolyta Maria Sforza gewidmet.

## Schriften
- Novellino: Renaissancenovellen aus Neapel und dem Süden Italiens. Mit einer Einl. von Gianni Celati und einem Nachw. von Alice Vollenweider. [Aus dem Ital. von Hanns Floerke. Neu durchges. von Maja Pflug]. Berlin: Wagenbach, 2000, ISBN 3-8031-2384-4.
- Damen und Dirnen: Erotische Novellen aus alter Zeit. Illustriert von Otto Clevé. Gütersloh: Bertelsmann-[Lesering]; Stuttgart: Europäischer Buch- u. Phonoclub; Wien: Buchgemeinschaft Donauland, 1968. Hamburg: Kala Verlag, 1963. (Enthält von Masuccio: Die Hosen des heiligen Grypho, Der Einzugsmarsch, Der Mönch und die Jungfrau, Marchesa und der Mönch)
- Novellen. Zum ersten Mal übertragen von Dr. Paul Sakolowski. Theodor Unger, Altenburg 1905 (Digitalisat von Band 1 im Internet Archive)